# Братское (Роменский район)
Бра́тское (укр. Братське) — село, Андрияшевская сельская община, Роменский район, Сумская область, Украина.
Код КОАТУУ — 5924182602. Население по переписи 2001 года составляло 45 человек.

## Географическое положение
Село Братское находится на берегу ручья, который через 5 км впадает в реку Артополот. На расстоянии в 1 км расположены сёла Чистое и Василевка.

## Экономика
- Молочно-товарная ферма.